# سونیا رایکیل
سونیا رایکیل (انگلیسی: Sonia Rykiel; ۲۵ مهٔ ۱۹۳۰ – ۲۵ اوت ۲۰۱۶) طراح مد، کارآفرین، نویسنده و هنرمند اهل فرانسه بود، که خالق برند تولید پوشاکی با همین نام نیز می‌باشد. وی همچنین برندهٔ جوایزی همچون فرمانده لژیون دونور شده‌است.